# Iglesia de María Santísima del Rosario (Polistena)
La iglesia de María Santísima del Rosario es un lugar de culto católico en Polistena.

## Historia

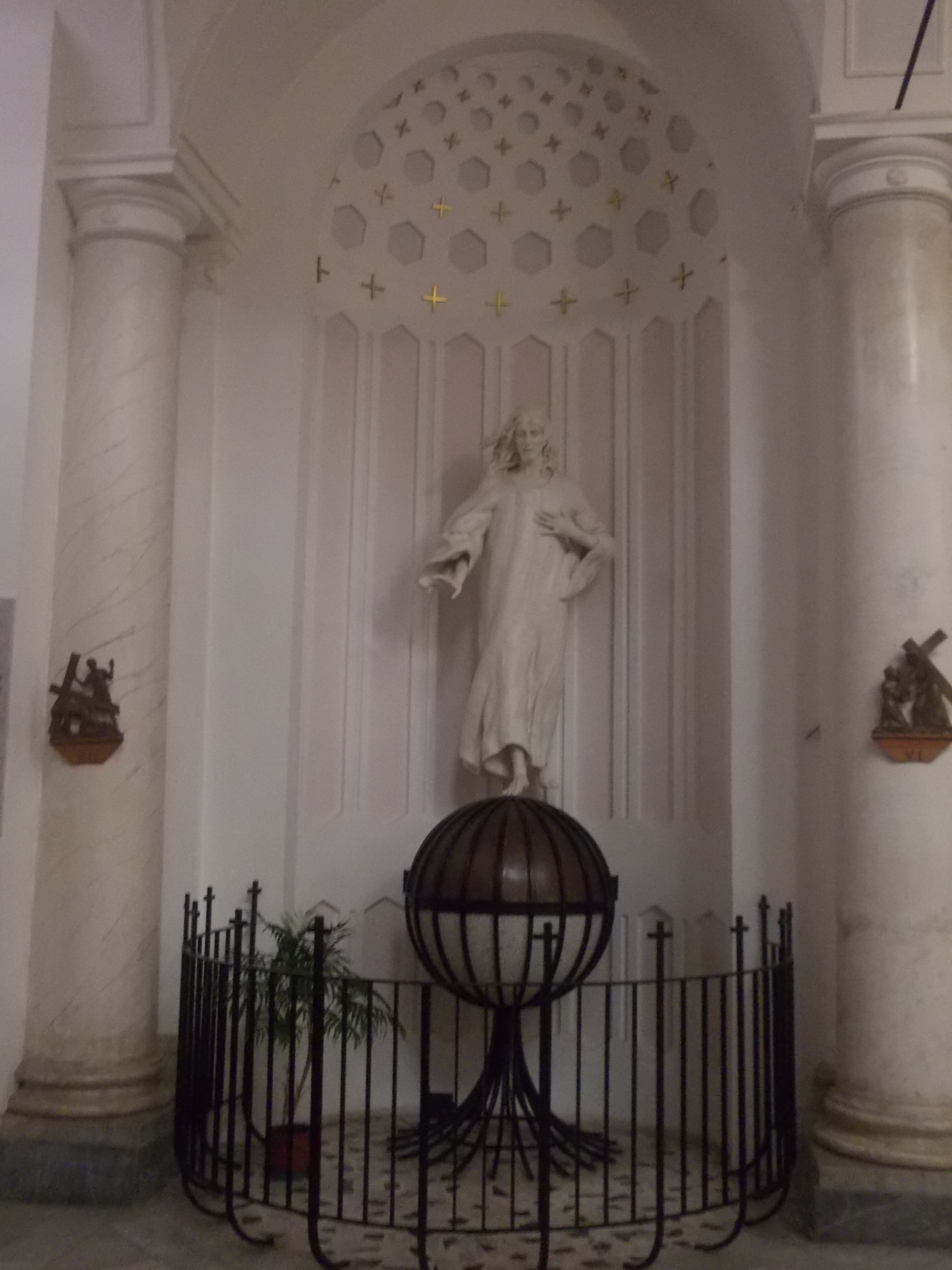
Pila bautismal diseñada por el arquitecto Luigi Giffone con Cristo de Miguel Ángel Parlato.

La Iglesia del Rosario  es un monumento construido entre 1852 y 1862, a excepción del coro terminado en 1890. Se encuentra donde una vez estuvo la pequeña iglesia de San Giuseppe (la actual sacristía), gracias a los trabajadores locales de las familias Rovere y Morani  Antes del terremoto de 1783 que destruyó todo, la iglesia del Rosario pertenecía al Convento de los Dominicos. 
La iglesia del Rosario de 1828 a 1961 no fue una parroquia autónoma sino que dependía, como todas las demás iglesias de Polistena, de la única parroquia existente, la de Santa Marina (o Matrice). En 1961, el obispo de Mileto Vincenzo De Chiara erigió la iglesia como nueva parroquia de la ciudad.

### Exterior
El exterior de la iglesia tiene dos campanarios e hileras de columnas, y hay cuatro nichos que albergan otras tantas estatuas de santos agregadas a principios del siglo XXI. El interior se compone de tres naves con estucos y altos relieves neoclásicos de Morani. También se encuentran pinturas de Marino Tigani, Carignani y Scerbo, y grupos de los Misterios de Luigi Prenestino, llevados en procesión la tarde del Viernes Santo.

### Interior

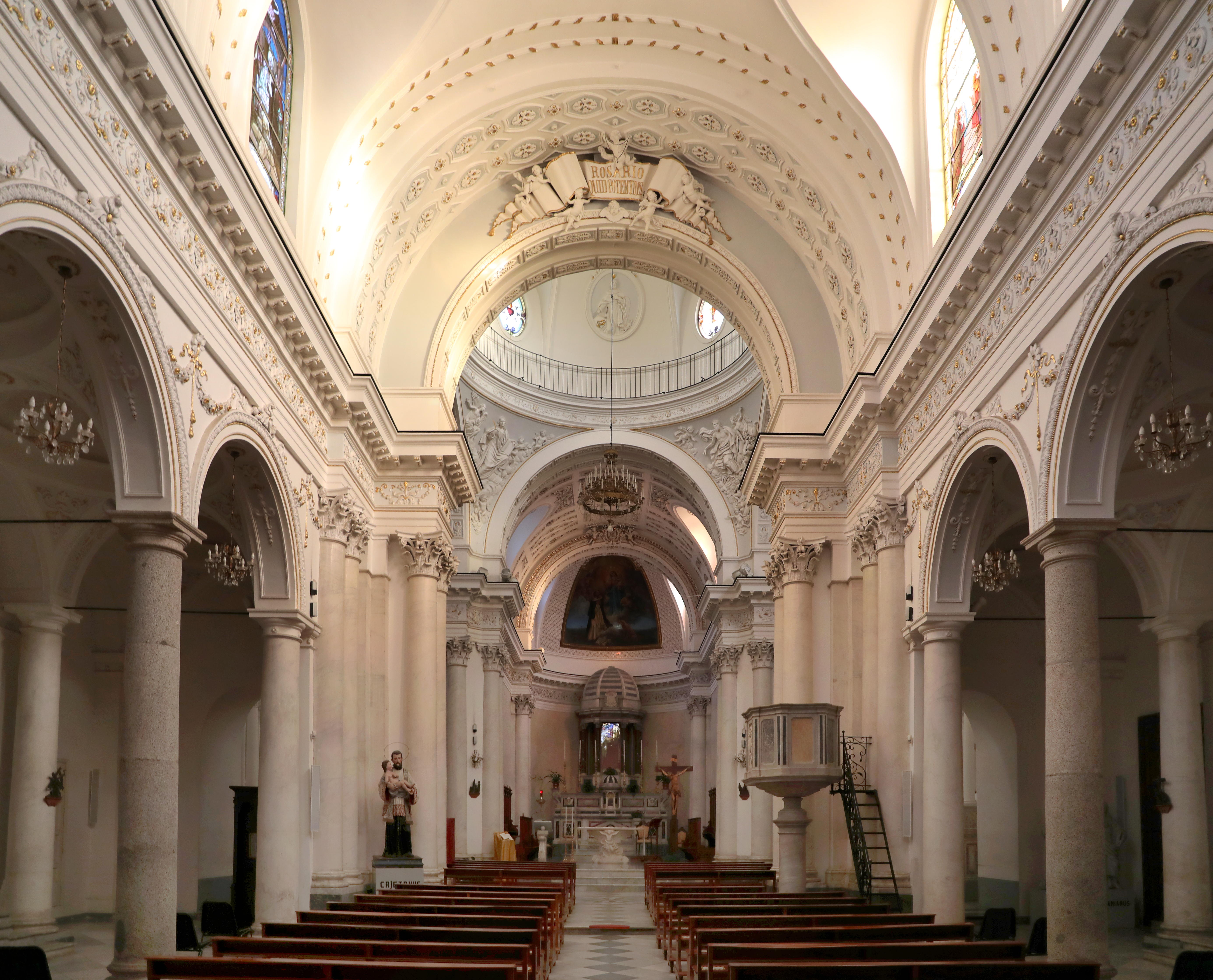
Interno

#### Ábside

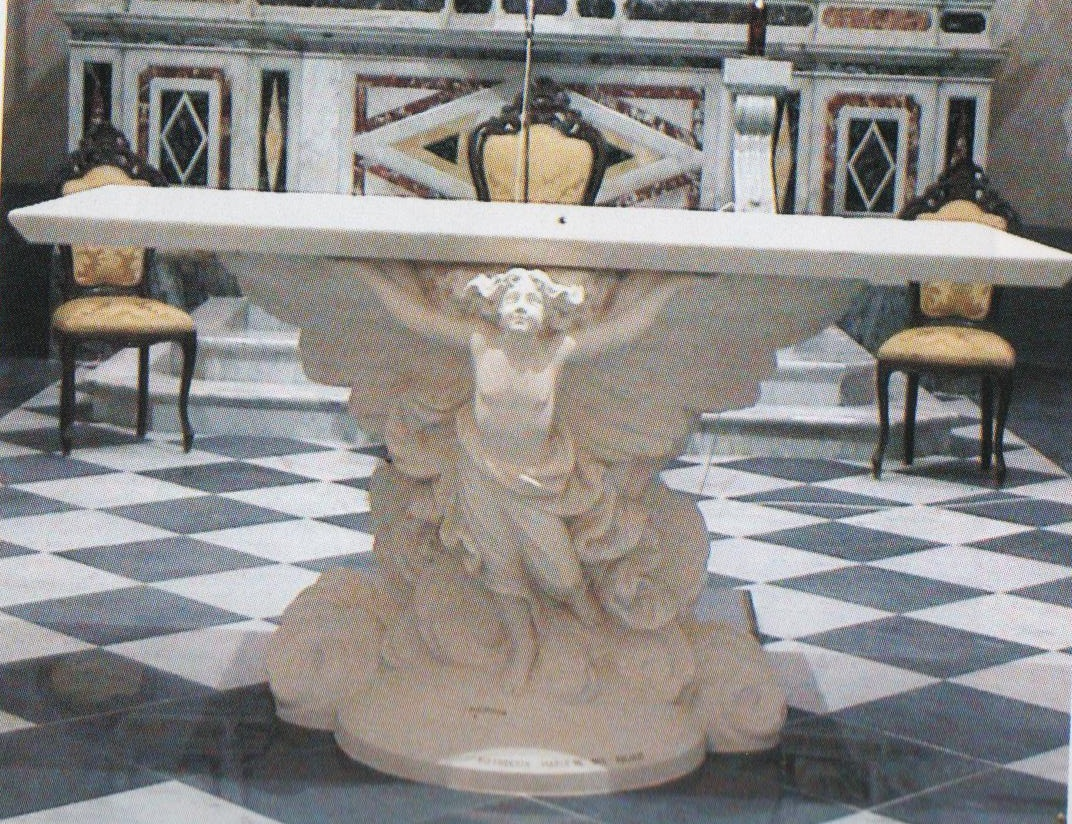
Iglesia de Altar del Rosario, diseñada por el arquitecto Luigi Giffone.

El altar central, creado en 1909 por Salvatore Grasso de Vibo Valentia, está realizado en mármol y tiene una hornacina central que alberga la estatua del siglo XIX de la Virgen del Rosario, que procede del Convento de los Dominicos destruido por el terremoto de 1783. La estatua es acroxila, ya que sólo el rostro y las manos son de madera, mientras que el cuerpo tiene una estructura de cáñamo acolchado, cubierto por un vestido rojo y un manto blanco, ambos bordados con hilos de oro. Arriba hay un cuadro del pintor Marino Tigani que representa a la Virgen del Rosario de Pompeya con Santo Domingo. Finalmente, a los lados de la escalinata del ábside se encuentran las estatuas de madera de los santos Cosme y Damián, también conocidos como "santos médicos", esculpidas en el siglo XIX por Francesco Morani.Todo el trabajo de estuco interior es obra de Francesco Morani y sus hijos Fortunato y Vincenzo, trabajos que comenzaron el 22 de junio de 1873 según el libro de jornadas y dibujos que aún se conservan en la casa Morani por el heredero Francisco Morani.

#### Nave central
Mirando hacia el techo, se admira un enorme cuadro que representa la Batalla de Lepanto de Roberto Carignani ; luego se puede ver la estatua de San Gaetano a la izquierda, mientras que a la derecha está el púlpito de mármol; A su alrededor se encuentran 21 vidrieras que representan la vida de Jesús y que fueron realizadas por la empresa "Fontana" de Milán en los años 1930 basándose en diseños de Marino Tigani.

#### Nave izquierda
En la entrada encontramos un medallón que representa a Santa Catalina de Siena, obra de Marino Tigani. Inmediatamente después, se encuentra la pila bautismal diseñada por el arquitecto Luigi Giffone con el Cristo de Miguel Ángel Parlato (1966), continuando en la nave, se encuentran valiosos altares decorados que albergan diversas estatuas: la estatua de Santo Domingo de Guzmán, las estatuas de Nuestra Señora de los Dolores y el Cristo Muerto, y finalmente la de Santa Teresa.

#### Nave derecha
Reflejando la izquierda, la nave derecha presenta una serie de estatuas y altares, precedidos por un medallón de entrada (también pintado por Tigani) que representa a Santo Domingo de Guzmán. A continuación encontramos: el grupo estatuario de la Virgen del Rosario de Pompeya, la estatua de San Vicente y San Luis esculpida por Francesco Morani, un cuadro que representa a San Rafael y Tobías (de Antonio Cammarere, copia de uno más antiguo robado de la iglesia en el último), y la estatua de San Luigi Gonzaga de Francesco Morani.

#### Crucero
En el lado izquierdo encontramos la estatua de San José, todavía obra de los Moranis (Francesco e hijo Fortunato esculpidos en 1856). En el crucero derecho Sagrado Corazón de Jesús. En el centro del crucero vemos el tambor de la cúpula, y hay altos relieves que representan a cuatro santos: San Raimundo, Santo Domingo, San Agustín y San Pedro de Verona, aunque igualmente dignos de mención son los cuatro evangelistas en estuco de Francesco. Morani colocado en las velas de la bóveda central.

## Vacaciones y aniversarios
- Fiesta de María Santísima del Rosario (primer domingo de octubre, con procesión por las calles de la ciudad); [9]
- Procesión de los Misterios ( Viernes Santo - evento vinculado a la Semana Santa en Polistena);
- Enfrentado (día de Pascua - evento vinculado a la Semana Santa en Polistena).